# Сельскохозяйственный переулок (Одесса)
Сельскохозяйственный переулок — улица в Одессе, в историческом районе города, от Пироговской до Семинарской улицы.

## История
Бывший Семинарский переулок. Название дано по Одесской духовной семинарии, участок под строительство здания которой на углу соседних Семинарской и Канатной улиц был отведён в 1895 году. Ныне в этом здании — Аграрный университет, что определило современное название улицы.

## Достопримечательности
Д. 1 — Доходный дом Маркова